# Moby Wonder
Die Moby Wonder ist ein RoPax-Schiff der italienischen Reederei Moby Lines.

## Geschichte
Die Fähre wurde für Moby Lines von der südkoreanischen Werft Daewoo Shipbuilding & Marine Engineering gebaut. Die Kiellegung des Schiffes erfolgte am 28. Februar 2000, der Stapellauf am 3. Oktober 2000. Die Fähre wurde am 15. Mai 2001 abgeliefert. Am 30. Mai 2001 nahm sie ihren Dienst zwischen Italien und Sardinien auf.
Am 17. Dezember 2010 kollidierte die Moby Wonder um etwa 1 Uhr vor der italienischen Insel Elba mit dem Frachtschiff Delfino Bianco. Die Moby Wonder befand sich auf einer Überfahrt von Livorno nach Olbia, das Frachtschiff hatte das dasselbe Fahrtziel. Bei der Kollision wurden der Bug des Frachtschiffes und das Heck der Moby Wonder beschädigt. Bei der Kollision wurde keiner der 392 Passagiere an Bord der Fähre verletzt.
Im September 2019 wollte DFDS die Moby Wonder und ihr Schwesterschiff Moby Aki übernehmen und stattdessen die King Seaways und die Princess Seaways an Moby Lines übergeben. Dies scheitere aber daran, dass die Schiffe nicht vertragsgemäß an DFDS abgegeben wurden.
Aktuell bedient die Moby Wonder zusammen mit einem ihrer Schwesterschiffe, der Moby Aki, die Routen Genua–Olbia und Livorno–Olbia.

## Ausstattung
An Bord des Schiffes gibt es 320 Kabinen mit insgesamt 1190 Betten. Außerdem gibt es eine Show-Lounge, eine Pizzeria, ein Restaurant à la Carte, ein Selbstbedienungsrestaurant, eine Bar, einen Kinderspielbereich, einen Raum mit Videospielen, eine Eisdiele, mehrere Zwinger für Haustiere, Liegesessel, einen Pool und Wi-Fi.

## Schwesterschiffe
- Finlandia (ehemalige Moby Freedom)
- Moby Aki
- Pascal Lota (ehemalige Superstar)